# Bezzia kempi
Bezzia kempi är en tvåvingeart som beskrevs av Jean-Jacques Kieffer 1913. Bezzia kempi ingår i släktet Bezzia och familjen svidknott. Inga underarter finns listade i Catalogue of Life.